# Bodyguard Kiba
Bodyguard Kiba (en japonés: ボディガード牙,  Bodigādo Kiba?) es una película japonesa de acción y artes marciales dirigida por Takashi Miike y estrenada 1993, para el mercado del V-Cinema.

Bodyguard Kiba está basada en un manga de Ikki Kajiwara y Ken Nakagusuku.
Además, cuenta con dos secuelas, también dirigidas por Takashi Miike: Bodyguard Kiba: Apocalypse of Carnage y Bodyguard Kiba: Apocalypse of Carnage 2 ( Bodyguard Kiba 3 ).
La historia original, del manga, fue escrita por Ikki Kajiwara e ilustrada por Ken Nakajo, y fue serializada en la revista semanal japonesa Weekly Sankei, editada por Fusosha Publishing desde el 20 de octubre de 1972 hasta la edición del 22 de febrero de 1974, y más tarde fue publicada como un libro.
También fue llevada al cine con anterioridad a las películas de Miike, en dos ocasiones, por el director Ryūichi Takamori y protagonizadas por actor Sonny Chiba en 1973 bajo los títulos:
- Bodigâdo Kiba, (Karate Kiba y Bodyguard Kiba). Estrenada el 30 de junio de 1973.[4]
- Bodigaado Kiba: Hissatsu sankaku tobi, (Bodyguard Kiba 2 ). Estrenada el 13 de octubre de 1973. [5]

## Argumento
Junpei, un yakuza de bajo nivel, le roba 500 millones de yenes a su jefe. Antes de que pueda ser castigado por el jefe yakuza es detenido por la policía y llevado a prisión durante cinco años. Tras su liberación, Junpei contrata al invencible guardaespaldas Kiba del dojo Kaito para que lo escolte hasta el lugar donde escondió el botín y donde se reunirá con su prometida para escapar con ella para siempre. A lo largo de su aventura, los dos protagonistas son atacados por el grupo yakuza e incluso por estudiantes de un dojo rival.

## Reparto
| Actor                         | Papel          |
| ----------------------------- | -------------- |
| Hisao Maki                    | Tetsugen Daito |
| Takeshi Yamato                | Naoto Kiba     |
| Shinobu Tanaka                | Yoko           |
| Megumi Sakita (Ryō Narushima) | Maki Kasuga    |
| Ren Osugi                     | Shinjo         |
| Daisuke Nagekura              | Junpei         |
| Masaru Matsuda                |                |
| Masahiro Sodou                |                |

## Lanzamiento y Secuelas
Dirigidas por Takashi Miike y protagonizadas por Takeshi Yamato, se lanzaron tres películas en VHS:
- Bodyguard Kiba (en japonés: ボディガード牙,  Bodigādo Kiba?) en 1993.
- Bodyguard Kiba: Apocalypse Of Carnage (en japonés: 修羅の黙示録 ボディーガード牙,  Shura no mokushiroku: Bodigaado Kiba?) en 1994.
- Bodyguard Kiba: Apocalypse of Carnage 2 (en japonés: 修羅の黙示録2 ボディーガード牙,  Shura no mokushiroku 2: Bodigaado Kiba?) en 1995.
Sólo las dos primeras películas han sido lanzadas en DVD en Japón.

Bodyguard Kiba se lanzó en Japón: El 25 de junio de 1993 en VHS, publicado por SHS project y vendido por Nippon Soft System,y el 20 de octubre de 2006 en DVD, lanzado y vendido por Endless, con la colaboración en ventas de Nippon Soft System.También fue lanzada en DVD en Italia, USA y Reino Unido, por otras distribuidoras, en versión original con subtítulos.
Lanzamiento de las secuelas: 
- Bodyguard Kiba: Apocalypse of Carnage (en japonés: 修羅の黙示録 ボディーガード牙, Shura no mokushiroku: Bodigaado Kiba?), fue lanzada en VHS el 28 de octubre de 1994 [10]y en DVD el 20 de octubre de 2006 en Japón, y otros países, publicada bajo un nombre alternativo conocido como Bodyguard Kiba 2: Combat Apocalypse (en japonés: ボディガード牙2 修羅の黙示録, Bodigaado Kiba 2: Shura no mokushiroku?)
- Bodyguard Kiba: Apocalypse of Carnage 2 (en japonés: 修羅の黙示録2 ボディーガード牙, Shura no mokushiroku 2: Bodigaado Kiba?) también conocida como Bodyguard Kiba 3: Second Apocalypse of Carnage, fue lanzada en VHS el 3 de febrero de 1995 en Japón,[11]y en DVD en abril de 2008 en Italia por Eagle Pictures.[12]

## Recepción
Oggs Cruz, en una reseña para Oggsmoggs, escribió: «La película avanza como un reloj y a pesar de su objetivo vacío de mero entretenimiento, Miike proporciona adecuadamente emociones que me impiden bostezar en violento desacuerdo».
Alexander Knoth en una reseña para Asian Movie Pulse, escribió: «Miike logra mantener un ritmo rápido. Esto se debe principalmente a una interesante mezcla entre drama yakuza y elementos de artes marciales. En las escenas de lucha bellamente coreografiadas, el ex boxeador Yamato Takeshi puede mostrar plenamente sus habilidades como Bodyguard Kiba". Knoth escribe además que "las tomas fueron sorprendentemente buenas. Especialmente las escenas filmadas a bordo del ferry son muy impresionantes y se encuentran entre mis secuencias favoritas de Miike. En general, la película es bastante entretenida y sus personajes pueden agregar peso dramático a la historia».